# Fabian Filiks
Fabian Mariusz Filiks (ur. 17 lutego 1984 w Rybniku) – polski muzyk, filozof i historyk, a także producent muzyczny i wydawca płytowy związany z polską sceną niezależną.

## Życiorys
W 2003 ukończył IV Liceum Ogólnokształcące im. Mikołaja Kopernika w Rybniku. Jest absolwentem historii Uniwersytetu Opolskiego z 2008. W 2013 uzyskał tamże pod kierunkiem Henryka Benisza stopień doktora nauk humanistycznych w zakresie filozofii na podstawie dysertacji Heinricha Corneliusa Agrippy obraz świata na tle nowożytnego ezoteryzmu niemieckiego. 
Nakładem Wydawnictwa Naukowego Śląsk w 2011 ukazała się jego książka pt. „Mistycyzm na Śląsku w XVI–XVII wieku”. 
Członek projektu muzycznego Doctor Visor oraz black metalowego projektu Zørormr. Wraz z tym drugim nagrał cztery albumy studyjne i jedną EP. Współpracował z takimi muzykami jak: Mike Wead, Cezary Augustynowicz czy Przemysław Olbryt. Od 2021 tworzy i nagrywa muzykę pod własnym nazwiskiem.
Poza działalnością artystyczną, prowadzi wytwórnię muzyczną Via Nocturna. Firma wydała m.in. płyty takich zespołów jak Batushka, Varmia czy Misanthropia.

## Dyskografia
- Doctor Visor – "Watch the Skies" (2023, Via Nocturna)
- Zørormr – "The Monolith" (2023, Via Nocturna)
- Fabian Filiks – "Nocturnal Avenue" (2022, Via Nocturna)
- Fabian Filiks – "Vertigo" (2021, Via Nocturna)
- Doctor Visor – "The Funeral Portrait" (2020, Via Nocturna)
- Zørormr – "The Aftermath" (2016, Via Nocturna)
- Zørormr – "Corpvs Hermeticvm" (2015, Via Nocturna)
- Zørormr – "IHS" (2013, Seven Gates Of Hell)
- Zørormr – "Kval" (2010, Via Nocturna; 2011, Sturmglanz Black Metal Manufaktur)
- Serpentoria – "Withering Hopes" (2006, Via Nocturna)